# Tummel (rzeka)
Tummel (ang. River Tummel, gael. Abhainn Teamhail) – rzeka w środkowej Szkocji, w hrabstwie Perth and Kinross, dopływ rzeki Tay.
Rzeka wypływa z jeziora Loch Rannoch, w jego wschodniej części, koło wsi Kinloch Rannoch, na wysokości około 205 m n.p.m. Płynie w kierunku wschodnim, przepływa przez sztuczny zbiornik Dunalastair, następnie jezioro Loch Tummel. W końcowym biegu wpada do niej rzeka Garry, po czym Tummel skręca na południowy wschód i przepływa przez zbiornik Loch Faskally oraz  miasto Pitlochry. Uchodzi do Tay nieopodal wsi Logierait.